# Lola Anglada
Dolors Anglada i Sarriera, conosciuta popolarmente come Lola Anglada (Barcellona, 29 ottobre 1892 – Tiana, 12 settembre 1984), è stata una scrittrice e disegnatrice spagnola.
Da giovane ha collaborato con quasi tutte le riviste catalane per bambini della sua epoca ed è riuscita a diventare presto una delle autrici più rappresentative del genere nel periodo anteriore alla guerra civile.

## Opere
- El parenostre i l'avemaria (1915)
- Contes del Paradís (1920)

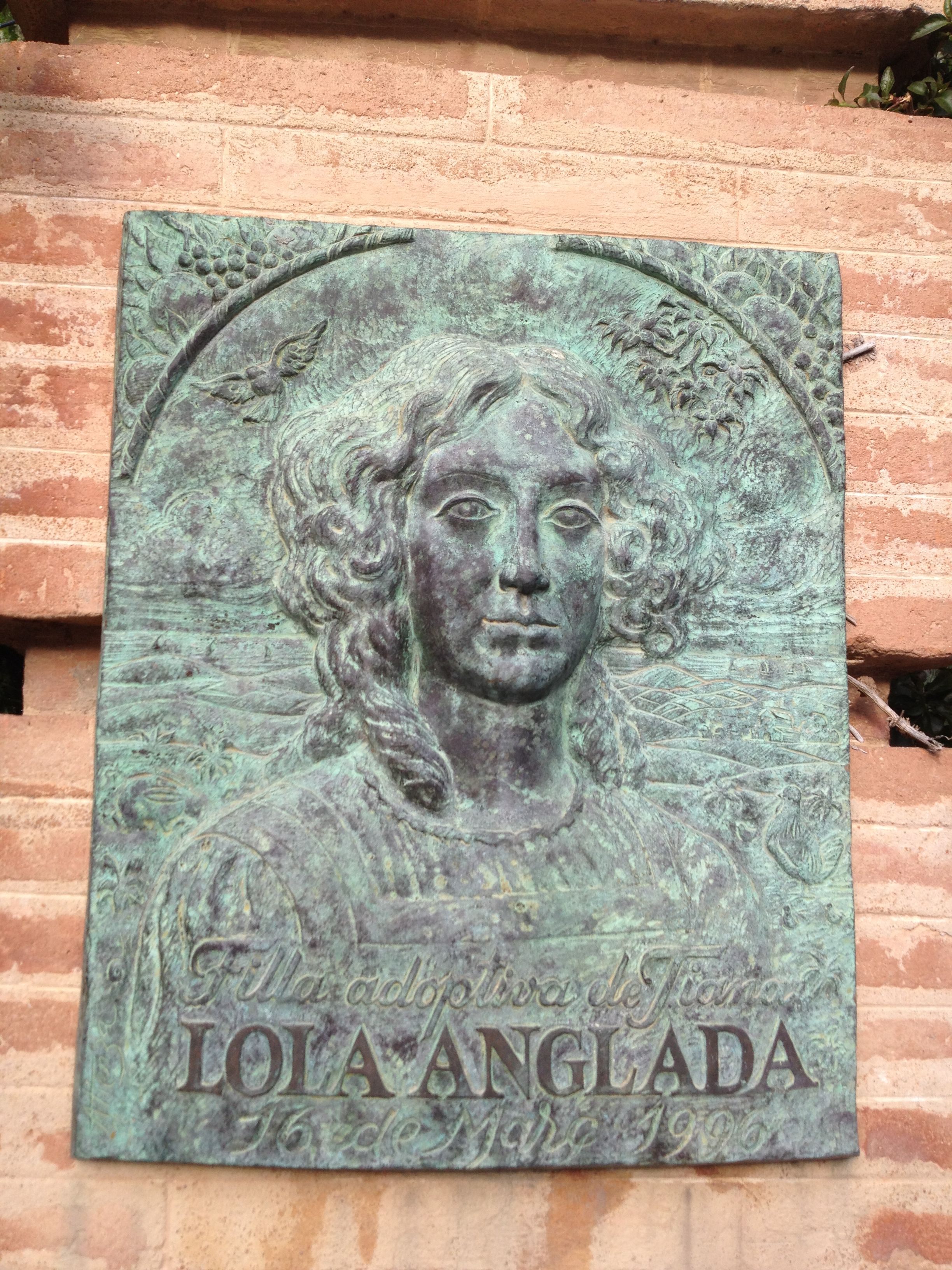
Lapide commemorativa di Lola Anglada come figlia adottiva del comune di Tiana

- El parenostre interpretat per a infants (1927)
- En Peret (1928)
- Margarida (1928)
- Monsenyor Llangardaix (1929)
- Narcís (1930)
- Ametllonet (1933)
- Clavellina i Crisantem (1933)
- Estel i Floreta (1933)
- L'herba maleïda (1933)
- El príncep cec (1933)
- El prícep teixidor (1933)
- Contes d'Argent (1934)
- El més petit de tots (1937)
- La Barcelona dels nostres avis (1949)
- La meva casa i el meu jardí (1955)
- Martinet (1962)
- Les meves nines (1983)